# Семан, Станислав
Ста́нислав Се́ман (чеш. Stanislav Seman; 6 августа 1952, Кошице) — чехословацкий футболист, вратарь.

## Карьера

### Клубная
Большую часть карьеры провел в клубе «Локомотив-Кошице». Также выступал за клубы «Дукла» и «Алки».
Играл в «Локомотиве» в 1963—1983 годах, за исключением периода 1972—1974 годов, когда он выступал за «Дуклу» по причине службы в армии.

### В сборной
Выступал за сборную Чехословакии на летних Олимпийских играх 1980 года в Москве, в составе которой стал олимпийским чемпионом, кроме того стал бронзовым призёром чемпионата Европы 1980 года.
В составе сборной страны провёл 15 матчей (в период с 30 апреля 1980 года по 20 июня 1982 года).
Из сборной его исключили после неудачного выступления сборной на чемпионате мира в Испании, когда команде не удалось выйти из группы.

## Достижения
- Обладатель Кубка Чехословакии (2): 1977, 1979
- Бронзовый призёр чемпионата Европы (1): 1980
- Победитель Олимпийских игр (1): 1980.